# Groton (U-Boot)
Die Groton, auch USS Groton (Kennung: SSN-694), war ein atomgetriebenes Jagd-U-Boot der Los-Angeles-Klasse der United States Navy, das von 1978 bis 1997 in Dienst stand. Benannt war das Boot nach der Stadt Groton im US-Bundesstaat Connecticut.

## Geschichte
Der Auftrag, SSN-694 zu bauen, erging Anfang 1971 an die Electric Boat, eine Werft aus dem General-Dynamics-Konzern. Zwei Jahre später erfolgte die Kiellegung, der Bau dauerte über drei Jahre. Taufpatin für die Groton war die Ehefrau von Elliot Richardson, ehemaliger Verteidigungsminister der USA. 1978 erfolgte die Indienststellung des U-Bootes. 
Die erste Fahrt führte das U-Boot 1980 in den Indischen Ozean und dann über den Panamakanal zurück nach Hause, so dass die Groton eine Weltumrundung durchführte.
1997, nach nur 19 Jahren Dienstzeit, wurde die Groton außer Dienst gestellt. Damit sparte die US Navy sich die Kosten für eine ansonsten anstehende Erneuerung des Reaktorbrennstoffes, außerdem wurden die Betriebskosten eingespart. Die mit der Außerdienststellung älterer Boote einhergehende Verkleinerung der Flotte wurde durch geopolitische Änderungen, namentlich das Ende des Kalten Krieges, bedingt.
Derzeit liegt das U-Boot in der Puget Sound Naval Shipyard, wo es ab 2012 im Ship-Submarine Recycling Program abgebrochen werden soll.